# Anne-Marie Blondeau
 (août 2024).
La mise en forme du texte ne suit pas les recommandations de Wikipédia : il faut le « wikifier ».
Les points d'amélioration suivants sont les cas les plus fréquents. Le détail des points à revoir est peut-être précisé sur la page de discussion.
- Les titres sont pré-formatés par le logiciel. Ils ne sont ni en capitales, ni en gras.
- Le texte ne doit pas être écrit en capitales (les noms de famille non plus), ni en gras, ni en italique, ni en « petit »…
- Le gras n'est utilisé que pour surligner le titre de l'article dans l'introduction, une seule fois.
- L'italique est rarement utilisé : mots en langue étrangère, titres d'œuvres, noms de bateaux, etc.
- Les citations ne sont pas en italique mais en corps de texte normal. Elles sont entourées par des guillemets français : « et ».
- Les listes à puces sont à éviter, des paragraphes rédigés étant largement préférés. Les tableaux sont à réserver à la présentation de données structurées (résultats, etc.).
- Les appels de note de bas de page (petits chiffres en exposant, introduits par l'outil «  Source ») sont à placer entre la fin de phrase et le point final[comme ça].
- Les liens internes (vers d'autres articles de Wikipédia) sont à choisir avec parcimonie. Créez des liens vers des articles approfondissant le sujet. Les termes génériques sans rapport avec le sujet sont à éviter, ainsi que les répétitions de liens vers un même terme.
- Les liens externes sont à placer uniquement dans une section « Liens externes », à la fin de l'article. Ces liens sont à choisir avec parcimonie suivant les règles définies. Si un lien sert de source à l'article, son insertion dans le texte est à faire par les notes de bas de page.
- La présentation des références doit suivre les conventions bibliographiques. Il est recommandé d'utiliser les modèles {{Ouvrage}}, {{Chapitre}}, {{Article}}, {{Lien web}} et/ou {{Bibliographie}}. Le mode d'édition visuel peut mettre en forme automatiquement les références.
- Insérer une infobox (cadre d'informations à droite) n'est pas obligatoire pour parachever la mise en page.

Pour une aide détaillée, merci de consulter Aide:Wikification.
Si vous pensez que ces points ont été résolus, vous pouvez retirer ce bandeau et améliorer la mise en forme d'un autre article.
Pour les articles homonymes, voir Blondeau.
Anne-Marie Blondeau née le 8 avril 1935 à Senlis est une tibétologue française, spécialiste de la culture tibétaine. Elle a été directrice d'études à l’École pratique des hautes études et a supervisé, à Paris, le Centre de documentation sur l'aire tibétaine de la Maison de l'Asie.

## Biographie
(août 2024).
En 1957, elle obtient une licence d'enseignement (Lettres, espagnol) et un Certificat d'Études indiennes, décerné la même année sous la direction de Louis Renou.
Elle entre au CNRS en qualité de stagiaire de recherche de 1959 à 1961.
Elle est attachée de recherche de 1961 à 1968. 
En 1966, elle obtient en même temps un certificat d'ethnologie et le Diplôme de l'EPHE (IVe section) sous la direction de Marcelle Lalou, pour un travail intitulé : « Matériaux pour l'étude de l'hippologie et de l'hippiatrie tibétaines (à partir des manuscrits de Touen-houang) ». 
Dès 1967, elle est chargée de conférences de tibétain à l'ENLOV (École nationale des langues orientales vivantes) ; elle y restera jusqu'en 1971. 
De 1969 à 1971, elle est également chargée de recherche au CNRS. 
Elle soutient en 1970 sa thèse de doctorat de IIIe cycle (Études Extrêmes-orientales : Tibétain) à Paris IV, sous la direction de Rolf Stein. Elle devient en 1971 professeur titulaire de tibétain à l'INALCO. 
En 1975, elle succède à Rolf Stein à la direction d'études « religions tibétaines » de Section des Sciences Religieuses de l'École pratique des hautes études. Elle occupera cette chaire jusqu'à sa retraite en 2003. Matthew Kapstein lui succédera.
En 1981, elle dirige le Centre d'études sur les religions tibétaines que Rolf Stein avait fondé en 1960 (actuel Institut d'études tibétaines des Instituts d'Asie du Collège de France ; elle le dirigera jusqu'en 1995).
En 2012, elle fait partie des « plus grands spécialistes du Tibet » qui demandent à Xi Jinping d'intervenir pour sauver la langue tibétaine.

## Domaines d’intérêt
- Histoire religieuse du Tibet à partir de la religion prébouddhique ;
- Les traditions des religions bouddhique et Bon ;
- Les rituels apotropaïques mdos dans les traditions bouddhique et bon po ;
- Les mythes d'origine et récits cosmogoniques dans les tantra de l'école des Anciens (rNying ma) ;
- Les « biographies révélées » (bka’ thang) de Padmasambhava.

## Publications

### Ouvrages
- 1972 : Matériaux pour l'étude de l'hippologie et de l'hippiatrie tibétaines, Centre de recherches d'histoire et de philologie de la IVe section de l'École pratique des Hautes Études, Hautes Études orientales 2, Genève-Paris, Librairie Droz. 427 p. + 34 planches
- 1973 : La Vie de Pema-öbar. Drame tibétain, traduit par Anne-Marie Blondeau. Publications Orientalistes de France. 136 p.
- 2002 : Dictionnaire thématique français-tibétain du tibétain parlé, vol. I : L'homme, anatomie, fonctions motrices et viscérales par Anne-Marie Blondeau, Ngawang Dakpa, Fernand Meyer Livre L'Harmattan (ISBN 274751689X)
- 2002 : Le Tibet est-il chinois ? de Anne-Marie Blondeau et Katia Buffetrille, ed. Albin Michel, coll. Sciences des religions[7]
- 2004 : Dictionnaire thématique français-tibétain du tibétain parlé, vol. II : L'homme, fonctions sensorielles et langage, A.-M. Blondeau, Fernand Meyer et Tenzin Samphel, L'Harmattan, Paris, 2014 (ISBN 2343043965 et 978-2343043968)
- 2008 : Authenticating Tibet: Answers to China’s 100 Questions de A.M. Blondeau et K. Buffetrille, ed. University of California Press, Berkeley
- 2013 : avec Anne Chayet, L’épopée tibétaine de Gesar. Une version bon po inédite par dBang chen nyi ma. Manuscrit Alexandra David-Néel, Musée Guimet BG 54805, Suilly-la-Tour, Éditions Findakly, 254 p., ill.

### Articles
Source principale pour la bibliographie d'Anne-Marie Blondeau : K. Buffetrille & H. Diemberger (éds.), Territory and Identity in Tibet and the Himalayas, Proceedings of the 9th Seminar of the International Association for Tibetan Studies, Leiden 2000, Brill, Leiden-Boston-Köln, 2002, p. xvii-xx.
Source complémentaire : «épluchage» de tous les comptes-rendus du séminaire de l'EPHE dans les volumes successifs de l'Annuaire de la Section des Sciences Religieuses de l'École Pratique des Hautes études.
- 1960 : « Les pèlerinages tibétains », in Les Pèlerinages, Sources orientales 3. Paris : Éd. du Seuil, p. 199-245
- 1965 : « La Civilisation tibétaine », in Peuples et mondes V, Paris : Éd. Lidis, p. 273-283
- 1970 : « Kri-song lde-btsan », in Les Hommes d'État célèbres II. Paris: Éd. d'Art Lucien Mazenod, p. 470-473
- 1971 : « Le lHa-’dre bka’-thang », in A. Macdonald (éd.), Études tibétaines dédies à la mémoire de Marcelle Lalou. Paris: Adrien-Maisonneuve, p. 29-126
- 1973 : "Les études tibétaines", in Cinquante ans d'orientalisme en France (1922-1972), numéro spécial du Journal Asiatique, tome 261, 1-4 : 153-174
- 1976 : « Les religions du Tibet », in Histoire des Religions III, p. 233-249. Paris : NRF, Encyclopédie de la Pléiade
- 1976 : "La littérature du Tibet", in La Grande Encyclopédie Larousse, n° 56, Paris, Librairie Larousse
- 1976 : « Conférence de Mme Anne-Marie Blondeau » in Annuaire de l'École Pratique des Hautes Études — Section des Sciences Religieuses (Résumé des conférences et travaux), tome 83, 1975-1976 [Début des recherches sur Padmasambhava et ses biographies révélées (bka’ thang)]
- 1977 : « Le Tibet. Aperçu historique et géographique » in A. Macdonald et al. (éds.), Essais sur l'art du Tibet. Paris : Adrien-Maisonneuve
- 1977 : «Conférence de Mme Anne-Marie Blondeau» in Annuaire de l'École Pratique des Hautes Études — Section des Sciences Religieuses (Résumé des conférences et travaux), tome 84, 1976-1977 [«Padmasambhava et Avalokiteśvara»]
- 1978 : « Conférence de Mme Anne-Marie Blondeau » in Annuaire de l'École Pratique des Hautes Études — Section des Sciences Religieuses (Résumé des conférences et travaux), tome 85, 1977-1978 [«1. Le bKa’ thang Zangs gling ma et ses rapports avec d'autres gter ma ; 2. «Essai de définition des liens unissant le Bon et l'école rNying ma pa»]
- 1979 : « Conférence de Mme Anne-Marie Blondeau » in Annuaire de l'École Pratique des Hautes Études — Section des Sciences Religieuses (Résumé des conférences et travaux), tome 86, 1978-1979 [«Padmasambhava et Avalokiteśvara»]
- 1980.1. «Conférence de Mme Anne-Marie Blondeau» in Annuaire de l'École Pratique des Hautes Études — Section des Sciences Religieuses (Résumé des conférences et travaux), tome LXXXVII, 1979-1980 [«Padmasambhava et Avalokiteśvara, suite»]
- 1980.2. «Analysis of the Biographies of Padmasambhava According to Tibetan Tradition: Classification of Sources», in Michael Aris & Aung San Suu Kyi (éds.), Tibetan Studies in Honour of Hugh Richardson — Proceedings of the International Seminar on Tibetan Studies, Oxford 1979, Aris & Phillips LTD, Warminster. p. 45-52.
- 1980.3. «Conférence de Mme Anne-Marie Blondeau» in Annuaire de l'École Pratique des Hautes Études — Section des Sciences Religieuses (Résumé des conférences et travaux), tome LXXXVIII, 1979-1980 [sur les récits hétérodoxes de la vie de Padmasambhava: la tradition «rationaliste», «qui se caractérise par une naissance "normale", c'est-à-dire de la matrice (mngal skyes)»]
- 1980.4. : "Bouddhisme tibétain", in Encyclopaedia Universalis, vol. 3 (nouvelle édition), Paris.             - Idem, réédition 1984 (augmentée d'illustrations) : 876-880.
- 1981.1. En collaboration avec Y. Imaeda: «Études tibétaines» in La Recherche en sciences humaines. Humanités. 1979-1980. Paris: CNRS, p. 49-53.
- 1981.2. «Conférence de Mme Anne-Marie Blondeau» in Annuaire de l'École Pratique des Hautes Études — Section des Sciences Religieuses (Résumé des conférences et travaux), tome LXXXIX, 1980-1981 [«Découvreurs de «textes-trésors» bon po et bouddhistes : recherches sur une tradition syncrétique»]
- 1981.3. «Recherches et projets français: Études tibétaines», in Actes du Colloque “Manuscrits et inscriptions de Haute-Asie du Ve au XIe siècle”, Journal Asiatique, CCLXIX, p. 11-13.
- 1982. «Conférence de Mme Anne-Marie Blondeau» in Annuaire de l'École Pratique des Hautes Études — Section des Sciences Religieuses (Résumé des conférences et travaux), tome XC, 1981-1982 [sur les textes du genre Grags byang des bon po comme source possible de certains passages des «biographies révélées (bKa’ thang) de Padamsambhava]
- 1983 [Manque ici la référence du compte-rendu de la conférence de l'année 1982-1983 dans l'Annuaire de la Section des Sciences Religieuses de l'EPHE, t. 101]
- 1984.1. «Le “découvreur” du Maṇi bka’-’bum était-il bon-po ?» in L. Ligeti (éd.), Tibetan and Buddhist Studies Commemorating the 200th Anniversary of the Birth of Alexaner Csoma de Körös, vol. I, Budapest: Akademia Kiado, p. 77-123.
- 1984.2. «Conférence de Mme Anne-Marie Blondeau» in Annuaire de l'École Pratique des Hautes Études — Section des Sciences Religieuses (Résumé des conférences et travaux), tome XCII, 1983-1984 [compte-rendu d'une mission au Bhoutan ; étude d'un texte polémique rnying ma pa, le bKa’ thang dris lan de rTse le rGod tshang pa sNa tshogs rang grol (XVIIe S.)]
- 1985.1. «Conférence de Mme Anne-Marie Blondeau» in Annuaire de l'École Pratique des Hautes Études — Section des Sciences Religieuses (Résumé des conférences et travaux), tome XCIII, 1984-1985 [sur les découvreurs de «textes-trésors» bon po; début de l'étude de la controverse autour des rituels bon po introduits par Kong sprul blo gros mtha’ yas dans le Rin chen gter mdzod]
- 1985.2. « mKhyen bce'i dbaṅ po : la biographie de Padmasambhava selon la tradition du bsGrags pa bon, et ses sources », in Orientalia Iosphi Tucci Memoriæ Dicata, G. Gnoli & L. Lancioti (éds.), Serie Orientale Roma, LVI, 1, Istituto Italiano per il Medio ed Estremo Oriente, Roma, 1985 — p. 111-158.
- 1986.1. «The Life of the Child Padma ’od-’bar: from the Theatre to the Painted Image», in Jamyang Norbu (éd.), Zlos-gar, Dharamsala: Library of Tibetan Works and Archives, p. 20-44.
- 1986.2.«Conférence de Mme Anne-Marie Blondeau» in Annuaire de l'École Pratique des Hautes Études — Section des Sciences Religieuses (Résumé des conférences et travaux), tome XCIV, 1985-1986 [Sur la controverse autour des rituels bon po introduits par Kong sprul blo gros mtha’ yas (XIXe S.) dans le Rin chen gter mdzod; généralités sur le rituel]
- 1987.1. «Une polémique sur l'authenticité des bKa’-thang au 17e siècle», in Ch. I. Beckwith (éd.), Silver on Lapis. Tibetan Literature and History, Bloomington: The Tibet Society, p. 125-161.
- 1987.2. «Conférence de Mme Anne-Marie Blondeau» in Annuaire de l'École Pratique des Hautes Études — Section des Sciences Religieuses (Résumé des conférences et travaux), tome XCV, 1986-1987 [Sur les rituels mDos]
- 1988.1. «Conférence de Mme Anne-Marie Blondeau» in Annuaire de l'École Pratique des Hautes Études — Section des Sciences Religieuses (Résumé des conférences et travaux), tome XCVI, 1987-1988 [Sur les rituels mDos, suite]
- 1988.2. Préface à la réédition de J. Bacot, Le Tibet révolté, Domaine Tibétain, I-VIII. Paris: Peuples du Monde-Raymond Chabaud.
- 1988.3. «Bouddhisme tibétain» et «Les Pratiques», in Atlas des religions, Paris, Encyclopædia Universalis, 1988, p. 93-95 et 305-306.
- 1988.4. «La controverse soulevée par l'inclusion de rituels bon-po dans le Rin chen gter mdzod. Note préliminaire», in H. Uebach & J. L. Panglung (éds.), Tibetan Studies (Proceedings of the 4th Seminar of the International Association for Tibetan Studies [1985]), Studia Tibetica Band II, München, Kommission für Zentraasiatische Studien, Bayerische Akademie der Wissenschaften, 1988, p. 55-67.
- 1988.5. « La Vie de l'enfant Padma ’od ’bar: du texte à l'image», in Arts Asiatiques, t. XLIII, p. 55-67.
- 1988.6. En collaboration avec Samten G. Karmay: «Le Cerf à la vaste ramure: en guise d'introduction», in A. M. Blondeau & K. Schipper (éds.), Essais sur le rituel, vol. I, Colloque du Centenaire de la Section des Sciences Religieuses de l'EPHE, Bibliothèque de l'École Pratique des Hautes Études, Sciences Religieuses, vol. XCII, Louvain-Paris, Peeters, 1988, p. 119-146.
- 1988.7. Co-édition avec K. Schipper de ces Essais sur le rituel, vol. I, réf. ci-dessus.
- 1989. «Conférence de Mme Anne-Marie Blondeau» in Annuaire de l'École Pratique des Hautes Études — Section des Sciences Religieuses (Résumé des conférences et travaux), tome XCVII, 1988-1989 [I. sur le Byang bdag po rNam rgyal grags pa'i dris lan, du pseudo-mKhas grub rje (1385-1419); II. Cosmologie et rituel : les rituels mDos, suite]
- 1990.1. «Identification de la tradition appelée Grags pa Bon lugs» in T. Skorupski (éd.), Mélanges en l'honneur du Pr. D. L. Snellgrove, Indo-Tibetan Studies, Buddhica Britannica Series continua II, Tring, U.K., The Institute of Buddhist Studies, p. 37-54.
- 1990.2. «Conférence de Mme Anne-Marie Blondeau» in Annuaire de l'École Pratique des Hautes Études — Section des Sciences Religieuses (Résumé des conférences et travaux), tome 98, 1989-1990 [sur les rituels mDos]
- 1990.3. «Questions préliminaires sur les rituels mdos», in F. Meyer (éd.), Tibet. Civilisation et société, Paris, Éditions de la Fondation Singer-Polignac - Éd. dela Maison des Sciences de l'Homme, 1990, p. 91-107.
- 1990.4. Co-édition avec K. Schipper: Essais sur le rituel, vol. II, Colloque du Centenaire de la Section des Sciences Religieuses de l'EPHE, Bibliothèque de l'École Pratique des Hautes Études, Sciences Religieuses, vol. XCV, Louvain-Paris, Peeters.
- 1991. «Conférence de Mme Anne-Marie Blondeau» in Annuaire de l'École Pratique des Hautes Études — Section des Sciences Religieuses (Résumé des conférences et travaux), tome XCIX, 1990-1991 [reprise de la question de la formation de la légende de Padmasambhava]
- 1992.1. «Conférence de Mme Anne-Marie Blondeau» in Annuaire de l'École Pratique des Hautes Études — Section des Sciences Religieuses (Résumé des conférences et travaux), tome 100, 1991-1992 [les textes du rNying ma rgyud ’bum qui selon Kong sprul sont les sources des rituels mDos ; diverses éditions]
- 1992.2. «Le bouddhisme tibétain» in L'état du monde en 1492, Paris, Éditions La Découverte, sous la direction de G. Martinière et C. Varela, 1992 (p. 64).
- Préface à G. T. Tsybikov, Un pèlerin bouddhiste au Tibet, traduction du russe et édition critique de Bernard Kreise, collection Domaine Tibétain, Paris, Éditions La Découverte, 1992, p. 7-12.
- 1992.3. « La bouddhisation du Tibet: problèmes d'interprétation », in Revue de la Société Ernest Renan, Nouvelle Série n° 41, 1991-1992, p. 80-92.
- 1993.1. «Identification de la tradition appelée Grags pa Bon lugs». Acta Orientalia Academiæ Scientiarum Hungariæ XLIII (2-3), 1989 (!), p. 185-204. (publication fautive, non autorisée[8])
- 1993.2. «Conférence de Mme Anne-Marie Blondeau» in Annuaire de l'École Pratique des Hautes Études — Section des Sciences Religieuses (Résumé des conférences et travaux), tome 101, 1992-1993 [recherches sur la personne des «découvreurs (gter ston) des biographies révélées de Padmasambhava; Nyang ral Nyi ma'i ’od zer (1124-1192? ou 1136-1204?) et Ratna gling pa (1403-1478) surtout]
- 1993.3. « Réflexions sur le bouddhisme tantrique » (propos recueillis par Jean-Pierre Barou), Catalogue de l'exposition Les couleurs de l'Himalaya, Arts sans Frontières-Les Arts au Château d'O, Montpellier, 1993, p. 43-46.
- 1993. Compte-rendu de Tibetan Medical Paintings, Illustrations to the Blue Beryl Treatise of Sangye Gyamtso (1653-1705), Gyurme Dorje & Fernand Meyer (éds.), 2 vol., Serindia Publications, London, 1992, in Arts Asiatiques, t. XLVIII, 1993, p. 168-169.
- 1994.1. «Conférence de Mme Anne-Marie Blondeau» in Annuaire de l'École Pratique des Hautes Études — Section des Sciences Religieuses (Résumé des conférences et travaux), tome 102, 1993-1994 [suite de la lecture de l'autobiographie de Nyang ral Nyi ma'i ’od zer]
- 1994.2. « Bya rung kha shor, légende fondatrice du bouddhisme tibétain », in P. Kvaerne (éd.), Tibetan Studies. Proceedings of the 6th Seminar of the IATS, Oslo, The Institute for Comparative Research in Human Culture, 1994 ; vol. I, p. 31-48.
- 1995.1. «Réflexions sur le bouddhisme tantrique», in Tibet - La Roue du temps. Pratique du Mandala, Paris: Actes Sud, 63-71.
- 1995.2. Co-édition avec K. Schipper: Essais sur le rituel, vol. III, Colloque du Centenaire de la Section des Sciences Religieuses de l'EPHE, Bibliothèque de l'École Pratique des Hautes Études, Sciences Religieuses, vol. VII-XV[9], Louvain-Paris, Peeters.
- 1995.3. «Avant-Propos» in A. M. Blondeau et K. Schipper (éds.), Essais sur le rituel III, Louvain-Paris: Peeters [références ci-dessus]. [Daté de 1995, publié en 1996[10]]
- 1996. «Conférence de Mme Anne-Marie Blondeau» in Annuaire de l'École Pratique des Hautes Études — Section des Sciences Religieuses (Résumé des conférences et travaux), tome 104, 1995-1996 [I. sur ’Ba’ ra ba rGyal mtshan dpal bzang (1310-1391) et son gSang sngags rnying ma'i rnam bshad kyi dka’ ’grel ; II. sur le lHa ’dre stong gi drwa ba'i rgyud]
- 1996.1. «Avant-propos» in A. M. Blondeau & K. Schipper (éds.), Essais sur le rituel III, Colloque du centenaire de la section des Sciences Religieuses de l'EPHE, Bibliothèque de l'École Pratique des Hautes Études, Vol. CII, Louvain-Paris, Peeters, daté de 1995 (mais publié en 1996).
- 1996.2. Co-édition avec E. Steinkellner de Reflections of the Mountains. Essays on the History and Social Meaning of the Mountain Cult in Tibet and the Himalaya, Österreichische Akademie der Wissenschaften (Veröffenlischungen der Kommission für Sozialanthropologie Nr. 2), Wien: Verlag der Österreichischen Akademie der Wissenschaften.
- 1996.3. Avant-propos de Reflections of the Mountains. Essays on the History and Social Meaning of the Mountain Cult in Tibet and the Himalaya, Österreichische Akademie der Wissenschaften (Veröffenlischungen der Kommission für Sozialanthropologie Nr. 2), Wien: Verlag der Österreichischen Akademie der Wissenschaften, VII-XI.
- 1997.1. «Conférence de Mme Anne-Marie Blondeau» in Annuaire de l'École Pratique des Hautes Études — Section des Sciences Religieuses (Résumé des conférences et travaux), tome 105, 1996-1997 [Sur la périodicisation de l'histoire du Bon au Tibet, selon les sources bouddhistes et bon po; sur les marques corporelles des 'sprul sku]
- 1997.2. « Que notre enfant revienne ! — Un rituel méconnu pour les enfants morts en bas âge », in Samten G. Karmay et Ph. Sagant (éds.), Les Habitants du Toit du Monde, études recueillies en hommage à Alexander W. Macdonald, Nanterre, Société d'Ethnologie, 1997.
- 1997.3. « Défense de Tsong kha pa : à propos d'un texte polémique attribué à mKhas grub rje », in Tibetan Studies, Proceedings of the 7th Seminar of the International Association for Tibetan Studies, Graz, 1995, Ernst Steinkellner (éd. général), H. Krasser, Michael Tortsten Much, E. Steinkellner, H. Tauscher (éditeurs particuliers pour ce volume), vol. I, Verlag des Österreichischen Akademie der Wissenschaften, Wien, 1997, p. 59-76.
- 1997.4. En collaboration avec Yonten Gyatso, «Lhasa. Légende et histoire», in G. Pommaret (éd.), Lhasa, lieu du divin. La capitale des Dalaï-Lama au XVIIe siècle, Genève: Éditions Olizane, 1996, p. 193-220.
- 1997.5. Avant-propos de la réédition de Jacques Bacot (1912), Le Tibet révolté, Vers Pemakö, la Terre Promise des Tibétains, 1909-1910, Paris: Éd. Phébus,1992, p. 13-25.
- 1998. Édition et avant-propos de Mountain Deities. Their Cults and Representations, Papers Presented at a Panel of the 7th Seminar of the IATS. Éditeur Général: E. Steinkellner. Vol. VI. Wien: Verlag des Österreichischen Akademie der Wissenschaften, p. 7-16.
- 1999.1. «Conférence de Mme Anne-Marie Blondeau» in Annuaire de l'École Pratique des Hautes Études — Section des Sciences Religieuses (Résumé des conférences et travaux), tome 107, 1998-1999 [sur le mKha’ klong gsang mdos]
- 1999.2. «Les Religions tibétaines» in Histoire des religions, Paris, Gallimard, 1999: p. 233-329 [réédition au format de poche du grand article de l'Encyclopédie de la Pléiade]
- 1999.3. Entretien avec Anne B. Walter: «Tibet: ces enfants ont mille ans», Marie-Claire, avril 1999, p. 27-28.
- 1999.4. «The Tibetan Cultural Area», chp. 24 de P. Burke & H. Inalcik (éds.), History of Humanity: Scientific and Cultural Development, vol. V: From the Sixteenth of the Eighteenth Century, Paris-Londres: UNESCO & Routledge, p. 367-371.
- 1999.5. «Tibétain, bouddhisme», in Dictionnaire du bouddhisme, Paris: Encyclopædia Universalis, Albin Michel, p. 595-604 (reprise d'articles antérieurement parus dans l'Encyclopædia Universalis)
- 1999.6. «Les “textes-trésors”» in Action poétique, n°157: p. 40-42.
- 2000.1. «Conférence de Mme Anne-Marie Blondeau» in Annuaire de l'École Pratique des Hautes Études — Section des Sciences Religieuses (Résumé des conférences et travaux), tome 108, 1999-2000 [Les Ma mo dans la Collection des tantra Anciens]
- 2000.2. Préface à J.-L. Achard, L'essence perlée du secret. Recherches philologiques et historiques sur l'origine de la Grande Perfection dans la tradition rNying ma pa, [Bibliothèque de l'École de Hautes Études, Section des Sciences religieuses n° 107], Turnhout, Brepols, 1999 (publié en 2000) : 1-3.
- 2000.3. «Rolf Alfred-Stein (1911-1999)», Universalia 1999, Paris: Encyclopædia Universalis.
- 2000.4. «The mKha’ klong gsang mdos: some questions on ritual structure and cosmology», in S. G. Karmay & Y. Nagano (eds) New Horizons in Bon Studies, Osaka, National Museum of Ethnology, 2000: p. 249-287.
- 2001.1. «Conférence de Mme Anne-Marie Blondeau» in Annuaire de l'École Pratique des Hautes Études — Section des Sciences Religieuses (Résumé des conférences et travaux), tome 111, 2000-2001 [I. Relations entre conteurs, peinture et théâtre au Tibet; II. Les bKa’ thang et la question du nationalisme tibétain]
- 2001.2. «Rolf Alfred-Stein (1911-1999)» [chronique nécrologique] in Annuaire de l'École Pratique des Hautes Études — Section des Sciences Religieuses (Résumé des conférences et travaux), tome 108, 1999-2000
- 2001.3. «Le bouddhisme s'installe par étapes» et «les lignées de réincarnations» (propos recueillis par Laurence Harlé), dossier "Les voies du Tibet, XIIIe – XXe siècle", Notre Histoire n° 188, mai 2001 : 22-27.
- 2002.1. «Conférence de Mme Anne-Marie Blondeau» in Annuaire de l'École Pratique des Hautes Études — Section des Sciences Religieuses (Résumé des conférences et travaux), tome 111, 2001-2002 [I. Le Réseau des mille dieux et démons (lHa ’dre stong gi drwa ba’i rgyud); II. Étude comparative des biographies de Padmasambhava]
- 2002.2. « Les Ma mo : mythes cosmogoniques et théogoniques dans le rNying ma'i rgyud ’bum », in H. Eimer & David Germano (éds.), The Many Canons of Tibetan Buddhism, Brill, Leiden-Boston-Köln, 2002 — p.  293-311.
- 2002.3. «Le Ve dalaï-lama», notice biographique, Encyclopaedia Universalis, CD-Rom n° 8.
- 2002.4. “La tradition des 'textes-trésors' (gter ma) dans le bouddhisme tibétain : apocryphes ou révélation ?», in Cadonna, A.  & E. Bianchi (eds), Facets of Tibetan Religious Tradition and Contact with Neighbouring Cultural Areas, Firenze, Leo S. Olschki : 3-16.
- 2003.1. «Conférence de Mme Anne-Marie Blondeau» in Annuaire de l'École Pratique des Hautes Études — Section des Sciences Religieuses (Résumé des conférences et travaux), tome 112, 2002-2003 [I. Recherches sur la formation et la transmission des tantra dits «Anciens» (rNying ma); II. Étude comparative des biographies de Padmasambhava]
- 2003.2. avec Yonten Gyatso, «Lhasa, Legend and History», in Pommaret, F. (ed.), Lhasa in the Seventeeth Century. The Capital of the Dalai Lamas, [Brill's Tibetan Studies Library 3], Leiden, E.J. Brill : 15-38. (Traduction revue et augmentée de Lhasa, Lieu du Divin, Genève, Éd. Olizane, 1997)

- 2008.1. «Mais que veulent les Tibétains ?», in La question du Tibet, éditorial de Réseau-Asie (http://www.reseau-asie.com/), juin 2008 (12 337 signes).
- 2008.2 «Contribution à l'étude des huit classes de dieux-démons (lha srin sde brgyad)», et «Le Réseau des mille dieux-démons : mythes et classifications», in Pommaret F. et  J.-L. Achard (éds), Tibetan studies in honor of Samten Karmay, Revue d'études tibétaines, n° 15 : 197, 199-250.
- 2008.3. Notices «Jacques Bacot» (p. 37-38), «Marcelle Lalou» (p. 251-252) ; avec P. Singaravélou, «Jean Przyluski» (p. 787-788), in Dictionnaire des orientalistes de langue française, sous la direction de François Pouillon, Paris, Kartala.
- 2009.1. "Contribution à l'étude des huit classes de dieux-démons" (lha srin sde brgyad)", et "Le Réseau des mille dieux-démons : mythes et classifications", in Pommaret. F. et J.-L. Achard (éds), Tibetan studies in honor of Samten Karmay, Dharamsala, Amnye Machen Institute, 2009 : 197, 199-250. (Version papier de RET n° 14-15, 2008)
- 2009.2. «La longue histoire du bouddhisme tibétain», Le Point, 8 décembre.
- 2009.3. «Le bouddhisme des Tibétains», in Outre-Terre, n° 21 (2009/1) : Pékin 2008 : le monde en jaune. À qui est le Tibet ?, p. 129-144.
- 2011.1. «Quand charisme et hiérarchie font bon ménage : le clergé bouddhique tibétain", in Denise Aigle (dir.), Les autorités religieuses entre charismes et hiérarchie. Approches comparatives [Miroir de l'Orient musulman, 1], Turnhout, Brepols, p. 161-171.
- 2011.2. «The Life of the child Padma ’od 'bar : from the theatre to the painted image », Tibet Journal, vol. 36/1, spring 2011, p. 47-73. [Traduction non revue par l'auteur[11]]
- 2012 «Le bouddhisme. De Bouddha à l'éveil de la conscience de l'Inde au Tibet», Cahiers Villard de Honnecourt, n° 82, p. 107-131.
- (en) Anne-Marie Blondeau, « Some preliminary questions regarding the mdos rituals », European Bulletin of Himalayan Research, no 59,‎ 21 décembre 2022 (ISSN 0943-8254, DOI 10.4000/ebhr.713)

### Comptes-rendus
Comptes-rendus , :
- 1972 : Shar-pa'i bla-ma Sangs-rgyas bstan-'dzin et A.W. Macdonald, Documents pour l'étude de la religion et de l'organisation sociale des Sherpa, vol. 1, Junbesi/Paris-Nanterre, 1970 ; in Journal Asiatique, 260, 3-4, 1972 : 404-407.
- 1974 : S.S. Tenzin Gyatso, XIVe Dalai Lama, La Lumière du Dharma, Paris, Seghers, 1973 ; in France-Asie, 1974/2 : 120-124.
- 1979 : M. Helffer, Les chants dans l'épopée tibétaine de Ge-sar d'après le livre de la  Course de cheval. Version chantée de Blo-bzang bstan-'dzin, Centre de recherches d'histoire et de philologie de la IVe section de l'EPHE, II Hautes Études Orientales, 9, Genève-Paris, Librairie Droz, 1977 ; in Journal Asiatique, 267, 1-2, 1979 : 221-225.
- 1983 : R.A. Paul, The Tibetan Symbolic World. Psychoanalytic Explorations, Chicago and London, The University of Chicago Press, 1982 ; in L'Homme, 23 (2), 1983 : 141-143.
- 1985 : A.W. Macdonald (éd.),Les Royaumes de l'Himalaya. Histoire et civilisation, Paris, Imprimerie Nationale, 1982 ; in L'Homme, 25 (2), 1985 : pp. ?
- 1986 : C. Jest, La Turquoise de vie. Un pèlerinage tibétain, Paris, A. Métaillé, 1985 ; in LaQuinzaine littéraire, réf. ?
- 1993 : Gyurme Dorje and Fernand Meyer (eds), Tibetan Medical Paintings. Illustrations to the Blue Beryltreatise of Sangye Gyamtso (1653-1705), 2 vol., London, Serindia Publications, 1992 ; in Arts Asiatiques, Tome 48, 1993 : 168-169.
- 1995 : G. Oroffino & R. Gnoli, Sekkodesa. A critical edition of the Tibetan translations, with an Appendix by Raniero Gnoli on the Sanskrit text, Istituto per il Medio ed Estremo Oriente, Serie Orientale Roma LXXII, Roma, 1994 ; in BEFEO, tome 82, 1995 : 423-425.
- 1996 : G. Béguin, Les peintures du bouddhisme tibétain, Musée national des Arts asiatiques-Guimet, Paris, Réunion des Musées nationaux, 1995 ; in Arts Asiatiques, tome 51, 1996 : 163.
- 1997 : A. Chayet, Art et Archéologie du Tibet, Paris, Éd. Picard, 1994 ; in T'oung Pao, vol. 83, 1-3, 1997 : 197-207.
- 2014 : S. Thévoz, Un horizon infini. Explorateurs et voyageurs français au Tibet (1846-1912), Presses de l'université Paris-Sorbonne (PUPS), Paris, 2010 ; in Journal asiatique, tome 302/1, 2014 : 215-225.